# 俄英關係
俄英关系（英语：Russia–United Kingdom relations；俄语：Российско-британские отношения），亦称英俄关系 ，是指俄罗斯和英国之间的双边关系。
两国之间的关系从1553年英格兰航海家理查德·钱塞勒发现阿尔汉格尔斯克开始。在19世纪的“大博弈”中，两国为了争夺中亚而爆发冲突。蘇聯和英国在二次世界大战中结盟。冷战期间，两国关系再次随美苏博弈而紧张。苏联解体后，俄罗斯的商业巨头与英国的金融机构展开密切合作。
2006年亚历山大·瓦尔杰洛维奇·利特维年科被毒杀后，两国关系再次紧张。2014年开始的俄乌战争进一步恶化了双方关系。谢尔盖·维克托罗维奇·斯克里帕尔中毒事件发生后，28个国家驱逐了本国的俄罗斯外交官。 2021年6月的黑海事件中，俄英双方海军产生小规模冲突。
2022年俄罗斯入侵乌克兰后，两国关系完全恶化：英国对俄罗斯实施了“毁灭性的经济制裁”，没收俄罗斯寡头的各项海外资产，召回本国公民，并中断与俄方的所有商业合作。作为回应，俄罗斯声称英国和美国正将此作为通过北约统治世界的借口。
2023年7月20日，俄羅斯方面表示，將對英國外交官施加限制，要求他們提前5天通知任何超過半徑120公里的旅行計畫。
2023年8月18日，俄方为回应英国实施的對俄制裁措施，决定对54名英国人实施制裁，禁止其进入俄罗斯。禁止入境的人员包括英国文化、媒体和体育大臣、英国国防部国务大臣以及英国广播公司、《卫报》等媒体人员。2024年11月26日，俄羅斯又驅逐一名英國外交官。